# 十一點 (阿肯色州)
十一點（英語：Elevenpoint）是位於美國阿肯色州蘭道夫縣的一個非建制地區。該地的面積和人口皆未知。

## 地理
十一點的座標為36°20′30″N 91°07′39″W / 36.34167°N 91.12750°W，而該地的平均海拔高度為米（即英尺）。